# 张宗亮 (1940年)
张宗亮（1940年7月—），男，山东梁山人，中华人民共和国政治人物，曾任中共山东省委常委、秘书长，山东省人大常委会副主任。